# Djibouti i olympiska sommarspelen 2020
Djibouti deltog med en trupp på fyra idrottare vid de olympiska sommarspelen 2020 i Tokyo som hölls mellan den 23 juli och 8 augusti 2021 efter att ha blivit framflyttad ett år på grund av covid-19-pandemin. Det var 9:e sommar-OS som Djibouti deltog vid. Ingen av landets deltagare erövrade någon medalj.

## Friidrott
Förkortningar
- Notera– Placeringar avser endast det specifika heatet.
- Q = Tog sig vidare till nästa omgång
- q = Tog sig vidare till nästa omgång som den snabbaste förloraren eller, i teknikgrenarna, genom placering utan att nå kvalgränsen
- i.u. = Omgången fanns inte i grenen
- Bye = Idrottaren behövde inte tävla i omgången

Gång- och löpgrenar
| Idrottare          | Gren              | Heat       | Heat      | Semifinal        | Semifinal        | Final            | Final            |
| Idrottare          | Gren              | Resultat   | Placering | Resultat         | Placering        | Resultat         | Placering        |
| ------------------ | ----------------- | ---------- | --------- | ---------------- | ---------------- | ---------------- | ---------------- |
| Ayanleh Souleiman  | Herrarnas 800 m   | DNS        | DNS       | Gick inte vidare | Gick inte vidare | Gick inte vidare | Gick inte vidare |
| Ayanleh Souleiman  | Herrarnas 1 500 m | 3.37,25 SB | 9 q       | DNF              | DNF              | Gick inte vidare | Gick inte vidare |
| Souhra Ali Mohamed | Damernas 1 500 m  | DNF        | DNF       | Gick inte vidare | Gick inte vidare | Gick inte vidare | Gick inte vidare |

## Judo
| Idrottare               | Gren                       | 32-delsfinal         | Sextondelsfinal             | Åttondelsfinal                | Kvartsfinal          | Semifinal            | Återkval             | Final / BM           | Final / BM       |
| Idrottare               | Gren                       | Motståndare Resultat | Motståndare Resultat        | Motståndare Resultat          | Motståndare Resultat | Motståndare Resultat | Motståndare Resultat | Motståndare Resultat | Placering        |
| ----------------------- | -------------------------- | -------------------- | --------------------------- | ----------------------------- | -------------------- | -------------------- | -------------------- | -------------------- | ---------------- |
| Aden-Alexandre Houssein | Herrarnas lättvikt (73 kg) | bye                  | Dharmawardana (SRI) W 10–00 | Sjavdatuasjvili (GEO) L 00–01 | Gick inte vidare     | Gick inte vidare     | Gick inte vidare     | Gick inte vidare     | Gick inte vidare |

## Simning
| Idrottare              | Gren                  | Heat  | Heat      | Semifinal        | Semifinal        | Final            | Final            |
| Idrottare              | Gren                  | Tid   | Placering | Tid              | Placering        | Tid              | Placering        |
| ---------------------- | --------------------- | ----- | --------- | ---------------- | ---------------- | ---------------- | ---------------- |
| Houssein Gaber Ibrahim | Herrarnas 50 m frisim | 27,41 | 65        | Gick inte vidare | Gick inte vidare | Gick inte vidare | Gick inte vidare |